# Hellenic Bank
Hellenic Bank est une banque chypriote basée à Nicosie.

## Histoire
Elle a acquis les activités de Barclays à Chypre en 1996. En 2013, elle a vendu ses activités en Grèce à Piraeus Bank.
En octobre 2014, Hellenic Bank a échoué avec 24 autres banques aux tests de résistances de la banque centrale européenne et de l'autorité bancaire européenne.